# Novokievskij Uval
Novokievskij Uval (in russo Новокиевский Увал?) è un villaggio della Russia estremo-orientale, situato nella oblast' dell'Amur; è il centro amministrativo del distretto Mazanovskij.
Il villaggio si trova a 4 km dalla riva sinistra del fiume Zeja, 6 km a sud della foce del fiume Selemdža, 245 km a nord-nord-est di Blagoveščensk.